# HD 30562
HD 30562，又名BD-05 1044，SAO 131504、HR 1536，是一颗恒星，视星等为5.78，位于銀經203.39，銀緯-29.83，其B1900.0坐标为赤經4h 43m 39.7s，赤緯-5° -29.83′ 37″。